# 小野田あさり
小野田あさり（おのだあさり）とは、山口県山陽小野田市（旧・小野田市）および宇部市沖で捕獲されるアサリの地域ブランド。潜水士が海底に潜り、熊手を使って漁を行うという、日本でも数少ない漁法でとっている。
2000年（平成12年）2月に日本テレビ系列のテレビ番組「どっちの料理ショー」でヴォンゴレロッソの食材として紹介され、大人気になった。これを機に「小野田あさり」として地域ブランド化して販売され、2002年（平成14年）に小野田漁業協同組合によって商標登録（登録商標日本第4615351号）されている。
2001年（平成13年）頃から、山陽小野田市沖を中心にアサリを捕食するナルトビエイが出現した影響で捕獲量が激減しており、2003年（平成15年）以降4期連続で休漁状態となっている。このため、現在は国の補助を受けてエイの駆除などの対策が行われている。